# BSA
|  | For andre betydninger, se BSA (flertydig) |
Byggeriets Studiearkiv (BSA) var navnet på et bibliotek på Kunstakademiets Arkitektskole. Fra 1928 - 1983 hed biblioteket Bygningsteknisk Studiearkiv, fra 1983 - 2000 Byggeriets Studiearkiv, og i år 2000 omdøbt til Kunstakademiets Arkitektskoles Bibliotek (KASB) og fusionerede endvidere i 2011 med Danmarks Designskoles Bibliotek og Det Konserveringsfaglige Videncenter (KViC) for at danne KADK Biblioteket.

## Historie
I 1928 kæmpede arkitektskolens elever i et ungdomsoprør for en modernisering af undervisningen på skolen. Et af deres krav var at få adgang til litteratur om moderne arkitektur, teknikker og produktionsmetoder. Men Kunstakademiets bibliotek (i dag: Danmarks Kunstbibliotek) efterkom ikke dette krav. Derfor oprettede eleverne selv en parallelinstitution og grundlagde Bygningsteknisk Studiearkiv, BSA. I modsætning til Kunstakademiets bibliotek skulle BSA netop fokusere på ”den moderne bygningskunst og på de nye og fremtidige byggeteknikker og materialer”. (Kunstakademiet 1754-2004 s. 431) I de første år var BSA (delvis) finansieret af elevernes egne midler, men i 1930 blev arkivet overtaget af Kunstakademiet og tilknyttet Kunstakademiets Arkitektskole. Fra 1933 kom BSA på Finansloven og blev et offentligt bibliotek. I 1983 skiftede BSA navn fra Bygningsteknisk Studiearkiv til Byggeriets Studiearkiv og igen i år 2000 til Kunstakademiets Arkitektskoles Bibliotek (KASB). 

## Bibliotekets ledere gennem tiden
- 1929 – 1930 Jens Houmøller Klemmensen
- 1930 – 1979 Dan Fink
- 1979 – 1981 (Kollektiv ledelse)
- 1981 – 1998 Steen Estvad Petersen
- 1998 – 1999 Flemming Skude
- 2000 – 2003 René Steffensen
- 2004 – 2014 Ditte Jessing
- 2014 – 2015 Stig Lyngaard Hansen (konst.)
- 2015 - Lise Møller Eriksson

## Bibliotekets lokaler/adresser
BSA startede i et lokale på arkitektskolen, som eleverne havde besat med det formål, at etablere deres arkiv. Arkivet udvidedes i de følgende år og flyttede i 1942 fra Charlottenborg til Tordenskjoldsgade 3 og i starten af 1960’erne igen til Tordenskjoldsgade 10. Derfra flyttede BSA i 1983 til Peder Skramsgade 2D, efter at det Kongelige Teater udvidede og skulle bruge lokalerne i Tordenskjoldsgade. I 1999 flyttede BSA ud på Holmen, i en gammel Kleinsmedje på Danneskiold-Samsøes Allé 50. (fra kasb75.dk)